# Lynn Vidali
Lynn Vidali (n. 26 mai 1952, California, SUA) este o înotătoare ce a reprezentat Statele Unite ale Americii, medaliată olimpică. A participat la 2 ediții ale Jocurilor Olimpice (1968, 1972) în care a câștigat două medalii de argint și două medalii de bronz.